# ジャンボ堀
ジャンボ堀（ジャンボほり、1962年（昭和37年）9月25日 - ）は、日本の元女子プロレスラー。本名：堀 あゆみ（ほり あゆみ）。

## 経歴・戦歴
中学生の頃はバレーボールに打ち込んでいた。
フジテレビで全日本女子プロレスのオーディションが開かれると聞き「アイドルに会える」という安易な考え方で受けて一発で合格した。当時はプロレスを全く知らず、「ビューティペア」をアイドルだと思っていた。そして審査員だったビューティペアのジャッキー佐藤に「履歴書の記述よりも背が低いのでは」と問われ、逆に「上げ底の靴を履いているのでは」と言い返し、ヒールの靴を脱いだジャッキー佐藤の隣に立ったら、172cmの身長であったジャンボ堀の方が背が高かった。
1978年12月2日、全女常陸太田市民体育館大会において、対平田二三代戦でデビュー。入門後すぐ足首を複雑骨折したため、デビューは同期にくらべ大幅に遅れた。同期には、デビル雅美がいる。
1979年 一年後輩の新人に混ざって新人王決で定トーナメントに参加して優勝。
1980年、ピーター・フォーク主演のアメリカ映画「カリフォルニア・ドールズ」にミミ萩原と共に出演。
同年12月、当時破竹の上昇気流に乗る横田利美とのタッグチームで第72代WWWA世界タッグ王座を獲得するが、シングル指向の横田の意向もあり、すぐに返上。
1981年2月、横浜文化体育館でナンシー久美と組んで第73代WWWA世界タッグ王者となる。2度の防衛後、11月に沖縄県奥武山体育館でミミ・大森ゆかり組に敗れ王座を明け渡す。
1982年1月、千葉公園体育館で空位のオールパシフィック王座をワイルド香月と争い、勝利。第7代王者となる。2度の防衛後王座を返上し、ミミとのコンビでWWWA世界タッグ王座に挑戦するが、当時の王者チーム、デビル雅美&タランチェラ組の牙城を崩せず。
1983年〜1984年、新たに大森とタッグチーム「ダイナマイト・ギャルズ」を結成し、デビル雅美&タランチェラ組の保持するWWWA世界タッグ王座に挑戦。王者組の反則暴走がエスカレートし、ベルトは協会預かりに。同メンバーで、異例の3番勝負による決着が宣言される。大阪・川崎と会場を移しながら1-1のイーブンで迎えた6月14日札幌の決戦も、引き分け裁定。急遽3日後の6月17日旭川大会で4戦目が行われたが、タランチェラの両膝負傷による不本意なTKO勝ちであったが、第76代王者として返り咲いた。
8月後楽園ホールでライオネス飛鳥&長与千種の「クラッシュ・ギャルズ」の挑戦を受け勝利するも、少女ファンのブーイングを浴びる。強力なライバル出現で、闘いのモチベーションは急上昇。1984年1月にクラッシュの再挑戦、6月にダンプ松本&クレーン・ユウ組の挑戦を退け、最強王者ぶりをいかんなく発揮。8月に後楽園ホールでクラッシュに敗れるまで、7度の王座防衛に成功した。
1984年、ミミ萩原に続く全女女子プロレスラーのヌード写真集「チャンピオン・ハイウェイ」を出版。撮影はマイク岡田。事前に「ヌードにならないよね」と聞き「なるわけない」と言われていたが、撮影現場で「脱がないと終われない状況」にされてしまい、仕方なくヌードを撮影されてしまう。ネガをチェックした時にヌード写真を抜いたのにも関わらず写真集は発売されてしまう。全女側からは「袋とじだから大丈夫だ」という訳の分からない言い訳をされてしまった。
1985年、持病の腰痛が悪化し、リング上で精彩を欠くようになる。8月、夢だった日本武道館大会では新人選手に混ざり、第一試合に出場。
もともと「まだまだ出来る」と言われているうちに引退しようと決めていた。「三禁」ルールがあったのにも関わらず全女側公認で20歳から付き合っていた元力士との結婚を理由に寿引退を発表し、12月大田区体育館で引退試合＆セレモニーを行う。
1986年1月、夫婦で酒屋を始める。2児に恵まれたが、41歳で離婚した。
1998年8月14日に川崎市体育館で行われたOGマッチ「メモリアル・オールスター戦〜あの時、君は強かった!!」に現役時代から現在まで交流がある親友のダンプ、大森と共に発起人として参加する。
2005年8月、後楽園ホールで行われたLLPWの「立野記代25周年記念バトルロイヤル」にOGとして参加し、大森と合体攻撃を見せた。
その後、フリーとして現役復帰。LLPWなどで不定期に試合を行っている。
2007年には孫が誕生し、日本人初のおばあちゃんレスラーになっている。現在、長女、次女ともに孫に恵まれた。
2020年からは、放送作家・鈴木おさむがオーナーを務める「メシ酒場　鈴木ちゃん」で勤務。この縁から、鈴木が脚本担当の、ダンプ松本が主役のNetflixドラマ『極悪女王』の構成などを担当し、当時目黒区にあった「全日本女子プロレス」の事務所や、ランニングコースのあった商店街などのロケ取材を担当した。またゆりやんレトリィバァたち『極悪女王』女子プロレスラーキャストが、自身の身体を大きくし体重を増やすために食事をしに通っていた。

## 得意技
パワーボム
ジャンボ・スープレックス
振り子投げ
エアプレーンバスター
変形パワーボム
アキレス腱固め
ブロックバスターホールド

## タイトル歴
- WWWA世界タッグ王座
- オールパシフィック王座
- 新人王決定トーナメント優勝

## 入場テーマ曲
- スターレディー